# GMO網際網路
GMO網際網路（GMO Internet）是一家在东证Prime上市的日本互联网公司，成立於1991年，总部位于日本東京都澀谷區。GMO網際網路主要从事互联网基础设施业务，如域名和網頁寄存服務，同时还经营其他业务，如在线广告与媒体、互联网金融服务、移动娱乐和加密货币。